# Angélique Janssens
Angélique Janssens (Nijmegen, 22 maart 1955) is een Nederlands bijzonder hoogleraar in de Historische Demografie aan de Universiteit Maastricht.

## Opleiding en carrière
Ze deed de lerarenopleiding Engels en geschiedenis aan de Gelderse Leergangen in Nijmegen en was werkzaam als docente in beide disciplines. Janssens studeerde geschiedenis aan de Katholieke Universiteit Nijmegen en studeerde af in de sociale- en economische geschiedenis. Van 1985 tot 1989 was ze aan de universiteit verbonden als promovendus. Hierna was ze tevens coördinator bij de postdoctorale opleiding van het N.W. Posthumus Instituut aan de Universiteit Utrecht.
Janssens promoveerde in 1993 aan de Katholieke Universiteit Nijmegen op het proefschrift Family and social change. The household as a process in an industrializing community. Zij werkte aan de Universiteiten van Utrecht en Rotterdam, en als directeur bij het N.W. Posthumus Instituut van de Universiteit Leiden. Ze bracht enige tijd door aan de Universiteit van Cambridge, aan de Universiteit van Michigan en aan de Universiteit van Umeå in Zweden. Daarna kreeg ze een aanstelling aan de Radboud Universiteit Nijmegen bij de sectie Economische, Sociale en Demografische Geschiedenis van de faculteit Geschiedenis. In april 2015 werd zij benoemd tot bijzonder hoogleraar in de Historische Demografie aan de Universiteit Maastricht.

## Onderzoek
In haar historisch-demografisch onderzoek besteedt Janssens onder meer aandacht aan vruchtbaarheid en sterfte, vrouwenarbeid en broodwinning door mannen. Ook onderzoekt zij kindersterfte en de rol van religie, cultuur en arbeid. Daarbij richt zij zich vooral op de 19de en 20ste eeuw.
In 2016 leidt zij samen met Eline Slagboom een onderzoeksproject naar de invloed van factoren vanuit het gezinsleven op een vroeg overlijden of juist een extreem lang leven in de afgelopen 200 jaar, met als titel Genes, Germs and Resources. The role of the family and the disease environment in mortality and longevity in the Netherlands, 1812-2015. Bij dit project worden de gelijktijdige invloeden bekeken van Genes, Germs en Resources. Genes staat voor de invloed van genetische effecten op de levensduur; Germs voor de invloed van de ziekteomgeving; en Resources verwijst naar iemands sociale en culturele kapitaal. In het onderzoek worden families gevolgd over een periode van tweehonderd jaar. Angelique Janssens verwierf het budget voor dit onderzoek in 2014 via een Vrije Competitie van NWO.
Janssens is altijd gefascineerd geweest door de manier waarop "gewone mensen" op creatieve manieren in hun levensonderhoud voorzagen - ondanks de vaak sterke sociale tegenkrachten. De "gewone mensen" hebben volgens haar daarmee een belangrijke bijdrage geleverd aan de grote veranderingen in het verleden die onze huidige wereld hebben vormgegeven.
In april 2021 werd Janssens gedecoreerd tot Officier in de Orde van Oranje-Nassau.

## Publicaties
- Labouring Lives. Women, work and the demographic transition in the Netherlands, 1880-1960, Bern: Peter Lang, 2014.
- "Lovely Little Angels in Heaven? The Influence of Religiously Determined Cultural Life Scripts on Infant Survival in the Netherlands, 1880-1920", Historical Social Research 39:1 (2014) 19-47. Coauteur Ben Pelzer

- Did factory girls make bad mothers? Women's work experience, motherhood and children's mortality risks in the past, Biodemography and Social Biology 58 (2012) . Coauteur Ben Pelzer
- Edited volume, Gendering the Fertility Decline in the Western World, Bern: Peter Lang, 2007.
- 'Were Women Present at the Demographic Transition? A Question Revisited', The History of the Family. An International Quarterly, 12 (2007), 43-49.
- 'Geloof in eigen zaak, markante protestantse werkgevers in de negentiende en twintigste eeuw', 2006. Auteurs: R. van der Woude en P. Werkman, Co-auteur: Angelique Janssens.
- 'Economic Transformation, Women's Work and Family Life', in: David I. Kertzer, Marzio Barbagli (eds.), The History of the European Family, Family Life in the Twentieth Century, vol. 3, New Haven/London: Yale University Press, 2003, 55-110.
- Family and social change. The household as a process in an industrializing community,Cambridge: Cambridge University Press, 2002.

- Bibliothèque nationale de France: cb12358370x (data)
- Gemeinsame Normdatei: 133315401
- International Standard Name Identifier: 0000 0001 1062 3103
- Library of Congress Control Number: n92104689
- NARCIS: PRS1244518
- Nationale Bibliotheek van Israël: 987007429930505171
- Nederlandse Thesaurus van Auteursnamen: 081752520
- Système universitaire de documentation: 032580975
- Virtual International Authority File: 51765980
- WorldCat: E39PBJc7W3gxWMFBCWbpYKrKBP